# コンフィデンシャルミッション
『コンフィデンシャルミッション』(CONFIDENTIAL MISSION)は、ヒットメーカーが開発し、セガから発売されたアーケードゲームである。2001年6月14日にはドリームキャスト版が発売された。アーケード版はNAOMI基板にメディアとしてGD-ROMを採用した第一弾タイトルでもある。

## 概要
ジェームズ・ボンドに代表されるスパイアクション映画をモチーフにしたガンシューティングゲームである。ゲームの基本的な部分はセガを代表するガンシューティング『バーチャコップ』と同じシステムを使用している。全3ステージ構成だが、各ステージのプレイ時間は比較的長めである。各ステージには分岐や、ミッションイベントが設けられている。
ドリームキャスト版では訓練用モードの「AGENT ACADEMY」や、DC版オリジナルの「ANOTHER WORLD」などが追加されている。

## ストーリー
謎の組織に軍事衛星がジャックされ、Confidential Mission Force(CMF)の諜報部員であるハワード・ギブソン(1P)とジーン･クリフォード(2P)が、謀略を未然に防ぐために任務を開始する。

## 登場する組織
CMF
プレイヤーの所属する諜報組織。正式名称は“Confidential Mission Force”。直訳すると極秘任務部隊といったところ。今回の任務は冷戦中に開発されたレーザー砲を搭載した軍事衛星（冷戦終了と共に役目を失い開発計画が頓挫していた）をジャックした組織の正体を暴き、これを滅ぼすことである。
アガレス
敵兵の所属する国際テロ組織。元々は政党で、冷戦中は軍事独裁政権を敷いていたが、冷戦終了と共に失脚。衛星をジャックした目的は西側諸国を脅迫した上で自治区域を得ること。シンボルマークは蠍と剣で、組織の持つ乗り物やシャッターにはこの紋章が描かれている（総帥の潜水艦の撃沈に成功した後、主役2人が乗って逃げるボートもアガレスの物）。

## 登場人物
ハワード・ギブソン
本作の1P側の主役。マズルフラッシュは赤。黒のタキシードと蝶ネクタイが特徴。国籍は不明。第2ステージではコックに変装している。時折ジョークを飛ばす。エンディングのNG場面集では窓硝子の突破や飛び降りに失敗するなど最もミスが目立つ。
ジーン・クリフォード
本作の2P側の主役。マズルフラッシュは青。国籍は不明。冷静であり､危険な状況下でもジョークが言えるほどタフな精神を持つ金髪の女性。第2ステージではウェイトレスに変装している。
リーナ・ミハイロヴナ
第2ステージにのみ登場。今回の事件で乗っ取られた衛星の開発責任者。アガレスに拉致され制御系統の不法改造を要求されるもCMFにより救助される。途中、屋根から落ちそうになったり敵兵に紛れ込んだりする。アガレスに関する情報を提供することでCMFに協力。プレイヤーが彼女を誤射するとライフ－1の上-50000点。NG場面集では車両飛び移りの際誤ってジーンを押し倒してしまう。
ステージ1のボス
表向きは衛星への不審アクセスの源である博物館の館長。リモコンに頼りきった生活のせいで太ったらしい。データが転送されたディスクを奪い、毒ガストラップなどを使って逃げ回る。追い込まれると自ら銃撃したり、部下を使って攻撃する。館内の仕掛けは迫ってくる木造作品・柱およびアブ・シンベル神殿の彫像を模した展示物に仕掛けられた機銃とミサイルポッド。ただし、木造作品は必ず使われるとは限らない。リモコン操作でこれらの仕掛けは動く。倒された後、ハワードにディスクを取り返される。なお、実は頭は鬘である。NG場面集では閉まりつつあるシャッターの向こうへの滑り込みに3度失敗している。
ステージ2のボス
“General”と呼ばれている軍人で､攻撃ヘリと戦車で襲い来る。ヘリコプターは左右の機銃の内どちらか1つだけを撃てば良い。戦車は最初は砲台からミサイルを放つ。砲台は撃てば壊れる。時折姿を見せドラグノフ狙撃銃で撃ってくることもある。ヘリコプターが墜落する際の衝撃に巻き込まれライフが後僅かになった後は銃撃および小型ミサイルによる攻撃を仕掛けるも、最後には自分の乗った戦車が爆発・炎上。なお、列車の最後尾に積まれたドラム缶や木箱を戦車の通り道にタイミング良く撃って落とすとキャタピラがそれを踏んでダメージを受ける。また、戦車本体は撃ってもダメージを与えられないが点数は入る。NG場面集には彼だけ登場しなかった。
ステージ3のボス
アガレスの総帥。隻眼である。第1ステージでロープを掛けるのに失敗した後行く倉庫には彼の肖像画がある。第2ステージでは食堂車で飲物を飲んでいる。本部でハワードとジーンを迎え、拳銃・爆発物で攻撃してくる。ある程度体力が減ると壁に掛けられていた剣を取り、自身を透明化する。この時は照明弾で目を眩ませその隙に接近して切りつけるのだが、サイトが付くので問題無い。透明化した個所を撃てば、その部分だけ透明化が無効になる。その部分に追撃すれば高得点が入る。残り体力が後僅かになると透明化が無効になり、もっぱら拳銃での攻撃に徹する。この時は体力が0になるまでひたすら攻撃しなくてはならない。体力が0になった後は時限式自爆装置を起動させ潜水艦に乗って逃げようとする。ここで潜水艦の撃沈イベントに突入し、途中参加やコンティニューは不可になる。このイベントの成功か否かによってエンディングが分岐し、成功でグッドエンド、スコアも一律20000点（DCでは40000点）入り、その後エンディングとスタッフロールを見ることができる。ただし失敗すると“MISSION INCOMPLETE”と表示されてバッドエンドとなり、そのままゲームオーバー。なお、点数がランクインしていれば成否関係無くゲームオーバー後のランキングでの名前登録は可能。NG場面集では最後に登場し、ナイフを見当違いの所へ投げてしまう。

## システム
危険な敵にはロックオンサイトが付き、サイトが赤に変わると攻撃される。敵の中にはサイトが付かずいきなり攻撃してきたり、画面をただ通過するだけの敵もいる。
敵の攻撃を受けたり、民間人を誤射する度にライフが1つずつ減り、0になるとゲームオーバー。“C”“M”“F”の3つのアイテムを揃えると回復。また、ごく稀に登場するライフ回復スーツケースを撃っても1つ回復する。
弾は6発。リロードは銃口を画面外に向ける。ただし、45発撃てるアサルトライフル（使いきりで切替不能）使用時はリロード不要。
途中で特殊アクションが存在する。成功するとボーナス点が入り、失敗したらより多くの敵を相手にすることになる。また、結果次第でルートが分岐することもある。コンボショット（バーチャコップで言う3ポイントショット）、ジャスティスショットを決めるとボーナス点が入る。得点は画面上部に表示され、ゲーム中はいつでも確認できる。サイトが付く前に敵を倒した方が高得点を得られる。また、花瓶や置物などのオブジェクトも撃てば得点が入る。
得点が0以下になると、数字が赤色で表示される。

## アイテム
特定の敵を倒せば現れ、さらに撃てば使える。
- スーツケース - 撃てば3000点入り、3つのディスクに分れる。また、ライフ回復をするスーツケースもある。
- ディスク - 先述のスーツケースを撃てば現れる。1つ5000点。アガレスの紋章（剣と蠍）が描かれている。
- ボディアーマー - 敵のどんな攻撃であろうとも（手榴弾・ミサイルなどの爆発物を含む）1回だけ無効にする。なお、これを持っている時にダメージを喰らった場合、画面が黄色く光る（通常なら赤）。
- アサルトライフル - 本作唯一のサブウエポンで、45発入りのライフル。引金を引いたままでオート連射可能。『バーチャコップ』のサブウエポンと違ってダメージを受けても失わない（コンティニューすれば失う）。見た目はAK-47に似ている。
- 手榴弾 - 撃てば周囲の敵を爆風で一挙に仕留める（防弾シールドを持っている敵も倒せる）。爆風を使ってアイテムを取ることもできる。
- C,M,F - 取れば点数が入り、3文字それぞれ1文字ずつ揃うとライフが1つ回復する。いくつ取ったかは画面の下に表示される。
- レーザーポインター - 銃口が向けられている位置が分かる。一定時間で消える。

アイテムは一定時間放置すると消えて取れなくなる。

## 特殊アクション
ステージ1
粘着弾を撃って毒ガス噴き出し口を塞げ!
制限時間内に5つの吹き出し口を撃ってガスを止める。粘着弾は6発で、通常弾と同じく銃口を画面外に向けリロード。成功すると画面の歪みが早く回復する。失敗するとガスのせいで視界が悪い中防毒衣装と防毒マスクを被った敵を相手にする。この時は敵の数が多くなる。
1発でロープ銃を掛けろ!
向かい側の建物にいる館長に追いつくための近道。制限時間内に1発でロープ銃のフックを時計に向けて撃つ。成功するとロープを伝って一挙に向かい側に行ける。失敗したら背後に迫る敵のバズーカ砲による攻撃を逃れ真下の倉庫へ行く。
ステージ2
スタートボタンを連打し､リーナを助けろ!
屋根から落ちそうになったリーナを、AC版はスタートボタン、DC版はBボタン連打で救助する。制限時間内にゲージを満タンにすれば成功。間に合わなければ失敗。成功しても失敗しても一旦車内に戻る。成功した時は、スーツを着た黒人が総帥に、リーナたちが消えたことを耳打ちする。それを聴いて総帥は「探し出せ!」と命令する。その後、しばらく逆さまの状態で銃撃を行う。
連結器の赤い止め金を撃って切り離せ!
銃撃で制限時間内に連結器の赤い止め金を撃って壊す。時間内にゲージを0にできれば成功。間に合わなければ失敗。失敗した場合数名の敵を倒した後、ハワード自ら止め金を引き抜く。止め金は列車が離れた後雪原に捨てる。
ステージ3
3つのサイトが重なった瞬間にトリガーを引け!
アガレスの総帥が乗った潜水艦を軍事衛星で撃沈する。銃口･潜水艦の位置を捕捉した枠・衛星の発射口の位置を示す枠を全部重ねると“LOCK ON”と黄色の文字で表示される。AC版では潜水艦のイラストが単純だが、DC版では実写になっている。また、衛星からのレーザービーム発射場面も細かくなっている。

## ステージ
ステージ1
軍事衛星がジャックされた。不審なアクセスが考古学博物館からであることを突き止めたCMFはハワード・ギブソンとジーン・クリフォードを送り込む。警備兵1人を殺害した後、コンピュータを解析した結果、国際テロ組織アガレスの仕業と判明するも、ディスクにデータを転送して取り出そうとした直後、館長の銃撃に遭う。ディスクを奪還するため館長を追い掛ける。途中、毒ガストラップを粘着弾で切り抜け、さらにロープ銃で近道をする。逃げられなくなった館長は館内の様々な仕掛けと部下を使って猛攻を仕掛けるも、最後には倒される。ディスクを抜き取った2人は手掛かりを探し始める。
ステージ2
先の任務でアガレスの犯行を突き止めた2人は本部の命を受け、衛星のシステムの改造を要求されている開発責任者のリーナ・ミハイロヴナを保護するためコックとウェイトレスに変装して列車に乗り込む。総帥の話によると、リーナを巡って過去に何か失敗があったらしく、今回はそれが許されない状況にあるらしい。リーナによると車内にはアガレスの総帥がいるのだが、ジーンの判断で今は顔を合せないことになった。屋根の上で雪原部隊の襲撃を受け、リーナが落ちそうになるのを助け上げる。やがて定刻に救援列車が現れ、赤い連結器を切り離す。業を煮やした総帥は“将軍”という通称の将校を呼び出し、戦車とヘリコプターによる同時攻撃を仕掛ける。
ステージ3
リーナの協力のおかげでアガレスの本部の位置が分った。だが、彼らは既に衛星制御系統を潜水艦に移し逃げようとしていた。CMFは2人に制御系統の奪還を命じる。機銃が仕掛けられたチューブを何とか潜り抜け、ドックへ向かう。辿り着いた先にはアガレスの総帥が待っていた。彼はいつでもどこでも、CMF本部さえ簡単に攻撃できると言い、世界地図にナイフを刺す。上着を脱いだ彼は攻撃を仕掛ける。途中、ステルスモードに切替り照明弾と剣も使って猛攻撃を仕掛けるも、最後にはCMFの銃弾に倒れ、潜水艦発着場に転落する。だが、まだ生きていた彼は別れを告げ自爆装置のスイッチを入れる。焦った2人は衛星制御系統をCMFの管理下に置き、総帥の乗る潜水艦に照準を合わせる。

## 評価
DC版はファミ通クロスレビューでは31/40。ファミ通DCクロスレビューでは9、6、8の23点。レビュアーはACではよくあるシステムだがガンシューティングの出来栄えがよく楽しくてやめられなくて爽快、ロード時間が気にならずテンポもいい、ミニゲームも種類が多く本編とはまた違った意味で楽しい、AC版と敵配置が違うモードの実装を賞賛、一方でDCの性能がACより劣るため調整しているとはいえ操作感が気になるためマウスに対応してほしかった、新ミッションが追加されていない、射撃スキルが向上してこれからというときに終わってしまう本編のボリュームなため腰を据えて楽しみたかったとした。